# Detective Chinatown
Série
Detective Chinatown 2
(2018)
Pour plus de détails, voir Fiche technique et Distribution.
Detective Chinatown est un film chinois réalisé par Chen Sicheng, sorti en 2015. Il a pour suite Detective Chinatown 2 et Detective Chinatown 3.

## Synopsis
Après s'être fait renvoyer de l'école de police, Qing Fen part en Thaïlande en vacances. Il prévoit de passer du temps avec son oncle Tang Ren qui est réputé être le meilleur détective du quartier de Chinatown à Bangkok.

## Fiche technique
- Titre : Detective Chinatown
- Titre original : 唐人街探案 (Tang ren jie tan an)
- Réalisation : Chen Sicheng
- Scénario : Chen Sicheng
- Musique : Nathan Wang
- Photographie : Du Jie
- Production : Chen Yedda Zhixi
- Société de production : Beijing Bereal Picture, Heyi Pictures, In Entertainment, MM2 Entertainment, Mango Entertainment, Shanghai Ruyi Entertainment, Shanghai Shine Asia Film Culture Media, Tianjin Maoyan Media, Trendstar Culture Media et Wanda Pictures
- Société de distribution : China Lion Film Distribution (États-Unis)
- Pays :  Chine
- Genre : Action, comédie
- Durée : 136 minutes
- Dates de sortie : 
  - Chine : 31 décembre 2015
  - États-Unis : 8 janvier 2016

## Distribution
- Wang Baoqiang : Tang Ren
- Liu Haoran : Qin Feng
- Chen He : Huang Landeng
- Tong Liya : Xiang
- Xiao Yang : Kon Tai
- Xiao Shenyang : Bei Ge
- Pan Yueming : Lee
- Marc Ma : Tony
- Ekapan Bunluerit : Rames Saengtham
- Chalee Immak : Chalee Immak

## Box-office
Le film a rapporté 125,8 millions de dollars à travers le monde au box-office.